# Майяка
Майяка (лат. Mayaca) — род растений монотипического семейства Майяковые (Mayacaceae), входящего в порядок Злакоцветные (Poales). Род состоит из 10—12 видов, распространенных главным образом в тропических и субтропических районах Америки.
Внешне эти маленькие растения похожи на хорошо известного представителя отдела Моховидные — кукушкин лён (Polytrichum commune L.).

## Ботаническое описание
Стебли длинные, стройные, тонкие, простые или ветвистые. Корневая система развита слабо и состоит из отдельных мочек тонких корней. Так же как и у других водных растений, наземные формы майяк значительно мельче, чем водные. Длина наземных экземпляров — 2—2,5 см (в тени до 8 см), водных — достигает 1 м и более.
Листья очерёдные, сидячие, бледно-зелёные, линейные или нитевидные, вершины острые, часто оканчиваются на верхушке двумя зубцами, лишены влагалищ. У наземных форм майяки речной листья очень мелкие, длиной всего 2—3 мм, а у водных длина достигает 1—1,8 см.
Цветки маленькие, обоеполые, актиноморфные, располагаются по одному в пазухах листьев или, реже, собраны на верхушке побега в зонтиковидное соцветие. Двойной околоцветник состоит из трёх почти створчатых чашелистиков, трёх черепитчатых лепестков и чередующихся с ними тычинок. Обратнояйцевидные чисто-белые, розовые или фиолетовые лепестки лишь ненамного превышают чашелистики.
Плод — трёхгранная коробочка, раскрывающаяся тремя створками. Семена мелкие, шаровидные или яйцевидные, тёмноокрашенные с сетчато-ямчатой поверхностью.

## Распространение и экология
Это типичное болотное растение, любящее воду. Долгое время может произрастать в толще воды. Растут майяки и на суше по берегам прудов, озёр, канав, на болотах и трясинах, где они предпочитают богатые гумусом почвы, в то время как водные формы укореняются прямо в береговом песке.
Растение легко размножается путём деления стебля и отделения молодых побегов от растения.

## Классификация

### Таксономия
В системе APG II (2003) этот род включён в собственное семейство Майяковые (Mayacaceae) порядка Злакоцветные (Poales) клады Commelinids порядка Однодольные растения (Monocotyledones).
Система Кронквиста (1981) поместила семейство Майяковые (Mayacaceae) в порядок Commelinales подкласса Commelinidae класса Liliopsida.

### Виды
По информации базы данных The Plant List (на июль 2016), род включает 6 видов:
- Mayaca baumii Gürke — Майяка Баума
- Mayaca fluviatilis Aubl. — Майяка речная
- Mayaca kunthii  Seub.
- Mayaca longipes Mart. ex Seub. — Майяка длинноножковая
- Mayaca madida (Vell.) Stellfeld
- Mayaca wrightii Griseb. — Майяка Райта